# Aleksiej Fieofanow
Aleksiej Aleksandrowicz Fieofanow (ros. Алексей Александрович Феофанов; ur. ok. 1896 r. w Rosji, zm. ?) – rosyjski, a następnie estoński wojskowy, tłumacz Wehrmachtu, dowódca oddziału ochronnego sztabu 18 Armii, a następnie oficer 1 Dywizji Piechoty Sił Zbrojnych Komitetu Wyzwolenia Narodów Rosji podczas II wojny światowej, współpracownik amerykańskich służb specjalnych w okresie powojennym
Brał udział w I wojnie światowej w szeregach armii rosyjskiej. W 1918 roku wstąpił do nowo formowanych wojsk Białych. Służył w armii adm. Aleksandra W. Kołczaka. Po klęsce wojsk Białych zamieszkał w Estonii, gdzie wstąpił do armii estońskiej. Po zajęciu kraju przez Armię Czerwoną w czerwcu 1940 roku wyjechał do Niemiec. Kiedy wojska niemieckie zaatakowały ZSRR 22 czerwca 1941 roku, wstąpił do Wehrmachtu, zostając tłumaczem. Awansował do stopnia kapitana. Prawdopodobnie w 1942 r. sformował ochotniczy oddział wojskowy w celu ochrony Oddziału 1 C (wywiad i kontrwywiad) sztabu 18 Armii. Na początku 1945 roku oddział kpt. A. A. Fieofanowa został rozwiązany i włączony do nowo formowanej na poligonie w Münsingen 1 Dywizji Piechoty Sił Zbrojnych Komitetu Wyzwolenia Narodów Rosji. Kapitan A. A. Fieofanow został oficerem 1 DP Sił Zbrojnych KONR. Po zakończeniu wojny uniknął deportacji do ZSRR. Podjął współpracę z amerykańskimi służbami specjalnymi. Dalsze jego losy są nieznane.